# 史密斯崖
71°59′S 100°8′W / 71.983°S 100.133°W
史密斯崖（英語：Smith Cliff）是南極洲的山崖，位於埃爾斯沃思地，處於達斯廷島北岸，由美國海軍的探險隊發現，該山崖現時由《南極條約體系》管理。